# توهامي توهامي
توهامي توهامي المعروف بـ الشيخ تهامي بن التهامي رجل سياسة جزائري ولد ببني عباس سنة 1907 (1919 حسب السجلات الفرنسية). حفظ القرآن وتفقه بمسقط رأسه ثم هاجر رفقة عائلته إلى بشار حيث إنضم إلى حركة انتصار الحريات الديمقراطية.
اشتغل إماماً بمسجد الدبدابة فكان يأم الناس ويخطب الجمعة ويدرس القرآن وذلك بالإضافة لكونه أحد أبرز رواد العمل السياسي بالمدينة.
بعد الصراع الذي نشب بين مصالي الحاج وإدارة الحزب، وقف الشيخ تهامي إلى صفه وشارك في مؤتمر الميصاليين الذي نظم بمدينة أورني (بالإنجليزية: Hornu) البلجيكية من 13 إلى 15 جويلية 1954 أي ثلاث أشهر ونصف فقط قبل اندلاع الثورة. خلال حرب التحرير كان مناضلاً في حزب الحركة الوطنية الجزائرية.
بعد الاستقلال شغل منصب ناظر الشؤون الدينية بولاية الساورة حتى تقاعد سنة 1973. توفي سنة 1986م